# Sân bay Bagabag
Sân bay Bagabag (IATA: BGN, ICAO: RPUZ) là một sân bay phục vụ thị xã Bagabag, ở Nueva Vizcaya, Philippines. Đây là sân bay duy nhất ở Nueva Vizcaya và được phân loại sân bay hạng thứ cấp theo Cơ quan vận tải hàng không (Philippines), một cơ quan thuộc Bộ Giao thông Vận tải (Philippines).
Đây là sân bay nằm gần nhất ruộng bậc thang Banaue, di sản thế giới. Tuy nhiên, hiện nay sân bay này đang bị đóng cửa.
Mã sân bay IATA BGN cũng là RAF Brüggen ở Brüggen, Bắc Rhine-Westphalia, Đức.

## Các hãng hàng không và các tuyến điểm
Hiện tại không có hãng nào bay theo lịch trình ở sân bay Bagabag.

### Các hãng từng hoạt động ở đây
- Aerolift Philippines
- South East Asian Airlines